# 宮川町 (横浜市)
宮川町（みやがわちょう）は、神奈川県横浜市中区の町名。現行行政地名は宮川町1丁目から宮川町3丁目（字丁目）で、住居表示は未実施。面積は0.056km²。

## 地理
中区の北西部に位置し、北は野毛町、南西は日ノ出町、南は大岡川を挟んで福富町に接する。福富町との間に宮川橋が架かり、東側の野毛町と吉田町との間の都橋、西側の日ノ出町と長者町との間の長者橋も近い。北東から南西に平戸桜木道路、南北に横浜駅根岸道路が通る。大岡川沿いが1丁目、1丁目と平戸桜木道路の間が2丁目、平戸桜木道路の西側が3丁目となる。3丁目西部は野毛山の山裾の傾斜地となっている。1～2丁目は野毛の繁華街の一部を形成し飲食店が多く、2丁目には映画館「横浜光音座」がある。3丁目にはかつて横浜国際劇場があり、その跡地は場外勝馬投票券発売所「ウインズ横浜」となった。横浜市中央図書館近くには横浜マンダリンホテルが建つ。隣接する日ノ出町に京浜急行日ノ出町駅があり、JR根岸線・横浜市営地下鉄ブルーライン桜木町駅も近い。

## 歴史
1869年（明治2年）より野毛浦の海面の埋立地に起立、1872年に都橋の西側に宮川町を新設した。のちに、町内に1～3丁目を新設。1889年（明治22年）4月1日、市制施行に伴い横浜市の一部となる。1928年に町域の一部を野毛町・日ノ出町に編入するとともに、野毛町の一部を編入。1935年に西戸部町の一部を編入した。町名は、都橋近くの子ノ神社近くを流れていた小川に由来する
2022年（令和4年）、神奈川県は宮川町1丁目および2丁目を県暴力団排除条例に基づき暴力団排除特別強化地域に指定した。

## 世帯数と人口
2025年（令和7年）6月30日現在（横浜市発表）の世帯数と人口は以下の通りである。
| 丁目        | 世帯数  | 人口    |
| ----------- | ------- | ------- |
| 宮川町1丁目 | 60世帯  | 104人   |
| 宮川町2丁目 | 282世帯 | 377人   |
| 宮川町3丁目 | 471世帯 | 557人   |
| 計          | 813世帯 | 1,038人 |

### 人口の変遷
国勢調査による人口の推移。
| 年                 | 人口 |
| ------------------ | ---- |
| 1995年（平成7年）  | 664  |
| 2000年（平成12年） | 625  |
| 2005年（平成17年） | 749  |
| 2010年（平成22年） | 871  |
| 2015年（平成27年） | 943  |
| 2020年（令和2年）  | 879  |

### 世帯数の変遷
国勢調査による世帯数の推移。
| 年                 | 世帯数 |
| ------------------ | ------ |
| 1995年（平成7年）  | 382    |
| 2000年（平成12年） | 370    |
| 2005年（平成17年） | 463    |
| 2010年（平成22年） | 594    |
| 2015年（平成27年） | 627    |
| 2020年（令和2年）  | 664    |

## 学区
市立小・中学校に通う場合、学区は以下の通りとなる（2024年11月時点）。
| 丁目        | 番地 | 小学校             | 中学校                 |
| ----------- | ---- | ------------------ | ---------------------- |
| 宮川町1丁目 | 全域 | 横浜市立本町小学校 | 横浜市立横浜吉田中学校 |
| 宮川町2丁目 | 全域 | 横浜市立本町小学校 | 横浜市立横浜吉田中学校 |
| 宮川町3丁目 | 全域 | 横浜市立本町小学校 | 横浜市立横浜吉田中学校 |

## 事業所
2021年現在の経済センサス調査による事業所数と従業員数は以下の通りである。
| 丁目        | 事業所数  | 従業員数 |
| ----------- | --------- | -------- |
| 宮川町1丁目 | 64事業所  | 141人    |
| 宮川町2丁目 | 105事業所 | 416人    |
| 宮川町3丁目 | 37事業所  | 556人    |
| 計          | 206事業所 | 1,113人  |

### 事業者数の変遷
経済センサスによる事業所数の推移。
| 年                 | 事業者数 |
| ------------------ | -------- |
| 2016年（平成28年） | 172      |
| 2021年（令和3年）  | 206      |

### 従業員数の変遷
経済センサスによる従業員数の推移。
| 年                 | 従業員数 |
| ------------------ | -------- |
| 2016年（平成28年） | 1,130    |
| 2021年（令和3年）  | 1,113    |

## 施設
- ウインズ横浜

- 宮川町 (曖昧さ回避)

## その他

### 日本郵便
- 郵便番号：231-0065[3]（集配局：横浜港郵便局[20]）

### 警察
町内の警察の管轄区域は以下の通りである。
| 丁目        | 番・番地等 | 警察署         | 交番・駐在所 |
| ----------- | ---------- | -------------- | ------------ |
| 宮川町1丁目 | 全域       | 伊勢佐木警察署 | 都橋交番     |
| 宮川町2丁目 | 全域       | 伊勢佐木警察署 | 都橋交番     |
| 宮川町3丁目 | 全域       | 伊勢佐木警察署 | 都橋交番     |